# آسویلر
آسویلر (به فرانسوی: Asswiller) یک کمون در فرانسه با جمعیت ۲۸۲ نفر است که در Canton of Drulingen واقع شده‌است.